# Waterveld
Een waterveld is een kunstgrasmat die onder andere wordt gebruikt voor hockey. Het is gemaakt van zeer korte polyethyleenvezels. Het gebruik van zand is hierbij niet nodig.
Voor gebruik als speelveld is het van belang dat er een laag water wordt aangebracht. Dit gebeurt door middel van sprinklers of waterkanonnen. In het (inter)nationale hockey wordt op deze ondergrond gespeeld, er gelden dan ook strenge eisen voor van de FIH. Voordelen van een waterveld zijn de snelheid en het consistente rollen van de bal. Brandwonden door vallen op de ondergrond komen niet voor. Nadelen zijn dat een waterveld zeer veel (drink)water gebruikt, snel last heeft van algengroei die chemisch bestreden dient te worden en kwetsbaar is bij bevriezing.
Een waterveld is aanmerkelijk duurder in aanleg, gebruik en onderhoud dan een gewoon kunstgrasveld. Watervelden zijn om die reden vooral te vinden bij de grotere hockeyclubs, maar er bestaan ook voordeliger semi-watervelden.